# Lee Ho-cheol
Lee Ho-cheol (Hangul: 이호철), nacido en 1932 en lo que es actualmente Corea del Norte, es un escritor surcoreano.

## Biografía
Lee Ho-cheol nació el 15 de marzo de 1932 en Wonsan, provincia de Hamgyeong del Sur, actual Corea del Norte, y vivió la tragedia de la guerra de Corea. Su padre rechazó colaborar con los comunistas, por lo que confiscaron las propiedades de su familia y fueron expulsados de su ciudad. Durante la guerra fue reclutado por el ejército de Corea del Norte y peleó en el frente del sur. Se volvió a reunir con su familia en su ciudad natal, pero finalmente decidió mudarse a Corea del Sur. Fue un prolífico escritor, además de activista, y participó en el movimiento prodemocracia contra el régimen dictatorial de Park Chung-hee y pasó la mayor parte de los años setenta en prisión. En los años 80, después de que el general del ejército Chun Doo-hwan llegara al poder con un golpe de Estado, Lee Ho-cheol continuó la lucha contra la dictadura militar a pesar de la persecución del gobierno y participó de forma activa en organizaciones como la Asociación de Escritores por la Práctica de la Libertad (Jayu silcheon munin hyeobuihoe).

## Obra
Lee Ho-cheol debutó en 1955 con el relato "Salir de casa" y es conocido como un escritor que ha confrontado y descrito la realidad de forma directa. Sus primeras historias exploraron el daño emocional que dejó la guerra de Corea en las personas y trató del conflicto entre los que se beneficiaron de la guerra y los que lo perdieron todo por ella. La división nacional también fue unos de sus temas principales y "Panmunjeom" (Panmunjeom, 1961), la historia de un periodista surcoreano que visita la DMZ y su corto pero cálido encuentro con una periodista del norte, es una de sus obras más famosas. Tanto en el Norte como en el Sur se centraron en la división desde la perspectiva de un joven soldado. También estaba interesado en los efectos del éxito económico y en ocasiones escribió sobre la pequeña burguesía endurecida por los valores vacíos y la búsqueda de enriquecimiento.

## Obras traducidas al español
- El ciudadano pequeño, Editorial Universidad de Guadalajara, 2006.

## Obras en coreano (lista parcial)
Recopilación de relatos
- La estatua de un desnudo (1961)
- La gran montaña (Keun san, 1972)
- Agotarse (1975)
- El hereje (1976)
- Muerto en 1970 (1970 nyeonui jugeum, 1977),
- El sonido del viento nocturno (Bam baram sori, 1980)
- La puerta (1981)
- Gente que cruzó al sur (Wollamhan saramdeul, 1981)

Novelas
- El ciudadano pequeño (Sosimin, 1964)
- Seúl está lleno (Seoureun manwonida, 1966)
- Un mundo divertido (Jaemi inneun sesang, 1970)
- El valle profundo de ese invierno (1978)
- Los del norte, los del sur

## Premios
- Premio de Literatura Contemporánea (Hyundae Munhak) (1962)
- Premio Literario Dong-in (1962)
- Premio de Literatura Coreana (1989)